# Alpine Ski-Juniorenweltmeisterschaften 2021
Die 40. Alpinen Ski-Juniorenweltmeisterschaften fanden vom 3. bis 10. März 2021 in Bansko im bulgarischen Oblast Blagoewgrad statt. Teilnahmeberechtigt waren die Jahrgänge 2000 bis 2004. Im Gegensatz zu früheren Jahren standen keine Abfahrten und Kombinationswettbewerbe auf dem Programm; auch der Mannschaftswettbewerb fehlte. Das Programm der Männer und Frauen war aus Sicherheitsgründen infolge der COVID-19-Pandemie vollständig getrennt.

## Herren

### Super-G
| Platz | Land | Sportler          | Zeit (s) |
| ----- | ---- | ----------------- | -------- |
| 1     | ITA  | Giovanni Franzoni | 49,70    |
| 2     | AUT  | Lukas Feurstein   | 49,74    |
| 3     | SUI  | Gaël Zulauf       | 49,75    |
| 4     | NOR  | Kaspar Kindem     | 49,82    |
| 5     | FRA  | Guerlain Favre    | 49,87    |
| 6     | AUT  | Philipp Lackner   | 50,05    |

Datum: 3. März 
 Piste: Todorka; Länge: 1238 m; Start: 2060 m; Ziel: 1610 m 
 Höhenunterschied: 450 m; max. Gefälle: 57 %; ⌀ Gefälle: 39 %

### Riesenslalom
| Platz | Land | Sportler          | Zeit (min) |
| ----- | ---- | ----------------- | ---------- |
| 1     | AUT  | Lukas Feurstein   | 1:45,33    |
| 2     | ITA  | Giovanni Franzoni | 1:46,05    |
| 3     | NOR  | Kaspar Kindem     | 1:46,22    |
| 4     | GER  | Simon Luca Wolf   | 1:46,60    |
| 5     | SUI  | Fadri Janutin     | 1:46,67    |
| 6     | AUT  | Joshua Sturm      | 1:46,93    |

Datum: 4. März 
 Piste: Todorka; Länge: 986 m; Start: 1960 m; Ziel: 1610 m 
 Höhenunterschied: 350 m; max. Gefälle: 57 %; ⌀ Gefälle: 38 %

### Slalom
| Platz | Land | Sportler         | Zeit (min) |
| ----- | ---- | ---------------- | ---------- |
| 1     | USA  | Benjamin Ritchie | 1:40,36    |
| 2     | SUI  | Fadri Janutin    | 1:40,84    |
| 3     | AUT  | Joshua Sturm     | 1:41,06    |
| 4     | NOR  | Kaspar Kindem    | 1:41:52    |
| 5     | SUI  | Joel Lütolf      | 1:41,63    |
| 6     | AUT  | Lukas Feurstein  | 1:41,88    |

Datum: 5. März 
 Piste: Todorka; Länge: 615 m; Start: 1810 m; Ziel: 1610 m 
 Höhenunterschied: 200 m; max. Gefälle: 54 %; ⌀ Gefälle: 35 %

## Damen

### Super-G
| Platz | Land | Sportlerin            | Zeit (min) |
| ----- | ---- | --------------------- | ---------- |
| 1     | AUT  | Lena Wechner          | 53,32      |
| 2     | AUT  | Magdalena Kappaurer   | 53,56      |
| 3     | AUT  | Magdalena Egger       | 53,69      |
| 4     | SWE  | Hanna Aronsson Elfman | 54,07      |
| 5     | SUI  | Delia Durrer          | 54,29      |
| 6     | ITA  | Ilaria Ghisalberti    | 54,35      |

Datum: 8. März 
 Piste: Todorka; Länge: 1238 m; Start: 2060 m; Ziel: 1610 m 
 Höhenunterschied: 450 m; max. Gefälle: 57 %; ⌀ Gefälle: 39 %

### Riesenslalom
| Platz | Land | Sportler                  | Zeit (min) |
| ----- | ---- | ------------------------- | ---------- |
| 1     | SWE  | Hanna Aronsson Elfman     | 1:46,54    |
| 2     | NOR  | Marte Monsen              | 1:47,29    |
| 3     | SLO  | Neja Dvornik              | 1:47,42    |
| 4     | SWE  | Sara Rask                 | 1:47,51    |
| 5     | ITA  | Elena Sandulli            | 1:47,76    |
| 6     | GER  | Lisa Marie Loipetssperger | 1:48,04    |

Datum: 9. März 
 Piste: Todorka; Länge: 986 m; Start: 1960 m; Ziel: 1610 m 
 Höhenunterschied: 350 m; max. Gefälle: 57 %; ⌀ Gefälle: 38 %

### Slalom
| Platz | Land | Sportlerin           | Zeit (min) |
| ----- | ---- | -------------------- | ---------- |
| 1     | ITA  | Sophie Mathiou       | 1:40,24    |
| 2     | SWE  | Moa Boström Müssener | 1:40,44    |
| 3     | USA  | A J Hurt             | 1:40,45    |
| 4     | GER  | Paulina Schlosser    | 1:40,64    |
| 5     | GER  | Emma Aicher          | 1:40,71    |
| 6     | USA  | Zoe Zimmermann       | 1:40,75    |

Datum: 10. März 
 Piste: Todorka; Länge: 615 m; Start: 1810 m; Ziel: 1610 m 
 Höhenunterschied: 200 m; max. Gefälle: 54 %; ⌀ Gefälle: 35 %

## Medaillenspiegel
| Platz | Land               | Gold | Silber | Bronze | Gesamt |
| ----- | ------------------ | ---- | ------ | ------ | ------ |
| 1     | Österreich         | 2    | 2      | 2      | 6      |
| 2     | Italien            | 2    | 1      | –      | 3      |
| 3     | Schweden           | 1    | 1      | –      | 2      |
| 4     | Vereinigte Staaten | 1    | –      | 1      | 2      |
| 5     | Schweiz            | –    | 1      | 1      | 2      |
| 5     | Norwegen           | –    | 1      | 1      | 2      |
| 6     | Slowenien          | –    | –      | 1      | 1      |